# Barakaldo
Barakaldo (baskiskt uttal: [baɾakalðo], spanska: Baracaldo) är en stad och kommun i provinsen Biscaya i den autonoma regionen Baskien i norra Spanien. Staden ligger cirka 6 kilometer nordväst om Bilbao. Det är en industrialiserad hamnstad, belägen nära floden Nervións (baskiska: Nerbioi) mynning i Biscayabukten och är en del av Bilbaos storstadsområde. Kommunen har 101 984 invånare (2024), på en yta av 24,99 km².
Det första kända dokument som hänvisar till Barakaldo är från år 1051, och är en donationsskrivelse från greven (Conde) av Biscaya Don Inigo och hans drottning Toda.
Varje år i juli staden firar "Las Fiestas del Carmen", med utomhuskonserter och nattfestande. Regelbunden färjetrafik ansluter Barakaldo till andra sidan av flodmynningen i Bilbao (Erandio). Stadens fotbollslag (Barakaldo Club de Fútbol) spelar i Segunda Federación i det spanska ligasystemet.